# Турки (Саратовська область)
Турки  — селище міського типу (з 1966) в Росії, муніципальне утворення у складі Турківського району Саратовської області.
Населення — 5978 осіб.

## Географія
Розташовується на річці Хопер. Залізнична станція гілки (13 км) Летяжівка-Турки (на ділянці Ртищево — Балашов).

## Версії походження назви
- Найпопулярніша версія походження назви селища відсилає до петровських часів, по російсько-турецькій війні. Суть версії в тому, що на горі жили полонені турки, від цього гора стала іменуватися Туркова, а селище — Турки.
- На горі жив старий турок, який тримав заїжджий двір, на честь нього гора отримала назву Туркова, а селище — назву Турки.
- Під Турковою горою водилися тури, від них гора отримала свою назву, а селище — своє.
- На річці Хопер на рівні селища були вири, які в просторіччі іменувалися «турки», при їх наближенні на судах кричали «Турки!», пізніше ця назва закріпилася за селищем.
- В селищі було налагоджено виробництво глиняних кавників-турок, звідси і називання самого селища.

### прізвиська селища
Маленька Швейцарія — за барвисті пейзажі і наявність рекреаційних ресурсів.
Маленький Баку — за строкатість національного складу некорінного населення.

## Історія
- 1723 — перша згадка про селище. Петром I двадцяти дев'яти переможцям російсько-шведської війни подаровані землі, утворено село Рисяче.
- 14 січня 1736 року — Турківські поміщики подали прохання царю про побудову церкви.
- 23 липня 1928 року — центр Турківського району.
- 2000 — затверджений герб Турківського району — золота рись настрожі, що стоїть на зеленій землі над урвищем.

## Економіка
За даними збірників статистичних відомостей Саратовської губернії, на початку XX століття в селі функціонували чавунно-ливарний завод І. С. Смоляєва, парові млини купця Н. А. Аліфанова, дві воскобійні, три салотопні, три маслобойних заводи, пекарня і ковбасна майстерня, земський склад землеробських машин, пошта, телеграф. Турківський базар був крупним центром хліботоргівлі, на якому щорічно зсипалося до 100 тисяч чвертей пшениці (переважно, російської), основна частина якої йшла на Єлецькі млини.
В радянські часи в селищі працювали великі підприємства: консервний завод, маслокомбінат, хлібокомбінат, заготконтора.
Основне виробництво на сьогоднішній день в селищі і районі — сільськогосподарське.

## Культура
В селищі є музична та дитячо-юнацька спортивна школи, будинок творчості, будинок культури, будинок дозвілля, историко-краєзнавчий музей.